# Navalny
Navalny é um longa-metragem documental estadunidense lançado em 2022 dirigido por Daniel Roher que gira em torno do líder da oposição russa ao presidente Vladimir Putin, Alexei Navalny e eventos relacionados ao seu envenenamento. Foi produzido pela HBO Max e CNN Films e estreou em 25 de janeiro de 2022 no Festival de Cinema de Sundance, onde foi aclamado pela crítica e pelo público, vencendo o Prêmio do Público na competição de Documentário dos EUA e o Prêmio de Favorito do Festival. Venceu o Melhor Documentário na 95.ª cerimônia do Oscar, venceu o prêmio de Melhor Documentário Político no 7º Critics' Choice Documentary Awards, por fim, obteve indicações em outras cerimônias premiação, como o BAFTA 2023 e os respectivos prêmios do Sindicato dos Produtores da América e do Sindicato dos Diretores da América.

## Sinopse
O filme fala sobre os eventos relacionados ao envenenamento do líder da oposição russa, Alexei Navalny e a subsequente investigação sobre o envenenamento. Em 20 de agosto de 2020, ele foi envenenado com um agente nervoso Novichok, e adoeceu durante um voo de Tomsk para Moscou e foi hospitalizado em estado grave. Navalny foi levado para um hospital em Omsk após um pouso de emergência lá e colocado em coma. Dois dias depois, ele foi evacuado ao hospital Charité em Berlim, Alemanha. O uso do agente nervoso foi confirmado por cinco laboratórios certificados pela Organização para a Proibição de Armas Químicas (OPAQ). Navalny culpou o presidente russo, Vladimir Putin por seu envenenamento, enquanto o Kremlin negou repetidamente o envolvimento.
Além disso, é apresentado a maneira na qual os jornalistas da Bellingcat, Christo Grozev e Maria Pevchikh, investigadora-chefe da Fundação Anticorrupção de Navalny, revelam os detalhes de uma trama que indicam o envolvimento de Putin. O diretor descreveu o filme como "a história de um homem e sua luta contra um regime autoritário".

## Produção
O projeto foi anunciado pela primeira vez em 13 de janeiro de 2022 e foi dirigido pelo documentarista canadense Daniel Roher, que originalmente planejava fazer um filme acerca de uma das investigações de Christo Grozev. As filmagens começaram logo após Navalny sair do coma e duraram até sua prisão em janeiro de 2021: segundo o protagonista do filme, a equipe de filmagem estava ao lado dele até no controle migratório dentro do aeroporto.

## Lançamento
A estreia do longa aconteceu em 25 de janeiro de 2022 no Festival de Cinema de Sundance como o título final da seção Competição de Documentários dos EUA, onde venceu o Prêmio de Favorito do Festival e o Prêmio do Público da competição de documentários dos EUA. Em março de 2022, a Warner Bros. Pictures adquiriu os direitos de distribuição do filme nos Estados Unidos e definiu sua estreia para 11 de abril e 12 de abril de 2022.
O filme estreou em 24 de abril de 2022 na CNN nos Estados Unidos, bem como na plataforma de streaming, CNN+. Começou a ser transmitido na HBO Max em 26 de maio de 2022 e foi exibido na BBC2 em 25 de março de 2022.

## Recepção

### Resposta da Crítica
No site agregador de críticas, Rotten Tomatoes, 99% das 81 críticas dos críticos são positivas, com uma classificação média de 8,6/10. O consenso do site diz: "Navalny é um documentário tão emocionante quanto qualquer thriller - mas a luta da vida real contra o autoritarismo que ele detalha é mortalmente séria." Metacritic, que utiliza uma média ponderada, atribuiu ao filme uma pontuação de 82 em 100, com base em 22 críticos, indicando "aclamação universal".
O crítico do The Guardian, Phil Harrison, concedeu ao filme 5/5 estrelas, chamando-o de "... uma das coisas mais impressionantes que você testemunhará" e "este documentário aterrorizante entra nos reinos do thriller de espionagem rebuscado - e ainda é tudo verdade". Por sua vez, o crítico de cinema do New York Times, Ben Kenigsberg adicionou o filme à "Lista do Crítico" e também o elogiou dizendo "Roher montou um olhar tenso e absorvente sobre Navalny e seu círculo íntimo".

### Prêmios e Indicações
| Prêmios                                    | Ano                     | Categoria                                            | Destinatários e Candidatos                                             | Resultado | Ref           |
| ------------------------------------------ | ----------------------- | ---------------------------------------------------- | ---------------------------------------------------------------------- | --------- | ------------- |
| Festival Sundance de Cinema                | 30 de Janeiro de 2022   | Prêmio da Audiência: Documentário dos Estados Unidos | Navalny                                                                | Venceu    | [ 28 ]        |
| Festival Sundance de Cinema                | 30 de Janeiro de 2022   | Prêmio Festival Favorite                             | Navalny                                                                | Venceu    | [ 28 ]        |
| Critics' Choice Documentary Awards         | 13 de Novembro de 2022  | Melhor Documentário                                  | Navalny                                                                | Indicado  | [ 7 ] [ 8 ]   |
| Critics' Choice Documentary Awards         | 13 de Novembro de 2022  | Melhor Documentário Político                         | Navalny                                                                | Venceu    | [ 7 ] [ 8 ]   |
| Critics' Choice Documentary Awards         | 13 de Novembro de 2022  | Melhor Diretor                                       | Daniel Roher                                                           | Indicado  | [ 7 ] [ 8 ]   |
| Critics' Choice Documentary Awards         | 13 de Novembro de 2022  | Melhor Trilha Sonora                                 | Marius de Vries e Matt Robertson                                       | Indicado  | [ 7 ] [ 8 ]   |
| Critics' Choice Documentary Awards         | 13 de Novembro de 2022  | Melhor Montagem                                      | Langdon Page e Maya Daisy Hawke                                        | Indicado  | [ 7 ] [ 8 ]   |
| San Diego Film Critics Society             | 6 de Janeiro de 2023    | Melhor Documentário                                  | Navalny                                                                | Indicado  | [ 29 ]        |
| San Francisco Bay Area Film Critics Circle | 9 de Janeiro de 2023    | Melhor Documentário                                  | Navalny                                                                | Indicado  | [ 30 ]        |
| Cinema Eye Honors                          | 12 de Janeiro de 2023   | Melhor Documentário                                  | Daniel Roher, Odessa Rae, Diane Becker, Melanie Miller and Shane Boris | Indicado  | [ 31 ] [ 32 ] |
| Cinema Eye Honors                          | 12 de Janeiro de 2023   | Melhor Produção                                      | Odessa Rae, Diane Becker, Melanie Miller e Shane Boris                 | Venceu    | [ 31 ] [ 32 ] |
| Cinema Eye Honors                          | 12 de Janeiro de 2023   | Prêmio da Audiência                                  | Navalny                                                                | Venceu    | [ 31 ] [ 32 ] |
| Cinema Eye Honors                          | 12 de Janeiro de 2023   | The Unforgettables                                   | Alexei Navalny                                                         | Venceu    | [ 31 ] [ 32 ] |
| Georgia Film Critics Association           | 13 de Janeiro de 2023   | Melhor Documentário                                  | Navalny                                                                | Indicado  | [ 33 ]        |
| Seattle Film Critics Society               | 17 de Janeiro de 2023   | Melhor Documentário                                  | Navalny                                                                | Indicado  | [ 34 ]        |
| Houston Film Critics Society               | 18 de Janeiro de 2023   | Melhor Documentário                                  | Navalny                                                                | Indicado  | [ 35 ]        |
| Directors Guild of America Awards          | 18 de Fevereiro de 2023 | Outstanding Directorial Achievement in Documentaries | Daniel Roher                                                           | Indicado  | [ 36 ]        |
| British Academy Film Awards                | 19 de Fevereiro de 2023 | Melhor Documentário                                  | Daniel Roher, Diane Becker, Shane Boris, Melanie Miller, Odessa Rae    | Venceu    | [ 37 ]        |
| Cinema for Peace Awards                    | 24 de Fevereiro de 2023 | Prêmio por Justiça (Award for Justice)               | Navalny                                                                | Venceu    | [ 38 ]        |
| Producers Guild of America Awards          | 25 de Fevereiro de 2023 | Melhor Produtor de Documentários                     | Navalny                                                                | Pendente  | [ 9 ]         |
| Academy Awards                             | 12 de Março de 2023     | Melhor Documentário de Longa Metragem                | Navalny                                                                | Venceu    | [ 6 ]         |

## Ligações Externas
- https://navalny-film.io/, Publicação da Internet russa
- Navalny. no IMDb.
- «Navalny» (em inglês) no Rotten Tomatoes